# Kunstmuseum Łódź
Het Kunstmuseum Łódź (Muzeum Sztuki w Łodzi, MSL) is een museum voor moderne en hedendaagse kunst in de Poolse stad Łódź. Het wordt beschouwd als het eerste museum voor moderne, 20ste-eeuwse kunst in Europa.

## Geschiedenis[2]
Het museum gaat terug op de collectie internationale moderne kunst van de "a.r."-groep, een avantgardistische kunstenaarsgroep waartoe onder meer de schilders Władysław Strzemiński en Henryk Stażewski en de beeldhouwster Katarzyna Kobro behoorden. Zij verzamelden tussen 1929 en 1931 111 werken van Poolse en internationale kunstenaars uit de beginperiode (1920-1930) van het kubisme, futurisme, constructivisme, purisme, neoplasticisme en surrealisme. Tot hun verzameling behoorden werken van Hans Arp, Sophie Taeuber-Arp, Theo van Doesburg en Georges Vantongerloo, met wie de oprichters contacten onderhielden. De collectie werd op 15 februari 1931 opengesteld in het in 1930 opgerichte Museum voor Geschiedenis en Kunst (Miejskie Muzeum Historii i Sztuki Juliana i Kazimierza Bartoszewiczów) aan het Wolnościplein, nadat was gebleken dat het Nationaal Museum in Warschau geen interesse had.
Na de Tweede Wereldoorlog verhuisde de museumcollectie naar het Maurycy Poznański-paleis en in 1950 kreeg het genationaliseerde museum zijn huidige naam. De collectie werd verder uitgebreid met de nalatenschap van Karol Hiller en schenkingen in 1945 van het eigen werk van het echtpaar Władisław Strzemiński en Katarzyna Kobro, maar verdween gedurende de stalinistische periode van 1949 tot 1956 in de kelders van het museum. In 1958 werden door bemiddeling van Galerie Denise René in Parijs nog meer werken aangeworven, onder andere van Enrico Baj, Roberto Matta en Victor Vasarely. In 1975 kreeg het museum een belangrijke schenking van Mateus Grabowski in Londen, bestaande uit 230 werken van Engelse kunst uit de periode 1960-1975. In 1981 kwam het museum in het bezit van Archives van Joseph Beuys, het zogenaamde "Polentransport 1981". In het kader van een Pools-Amerikaanse uitwisseling in 1982 werd de collectie aangevuld met werken van Amerikaanse kunstenaars.
In 2008 werd een nieuwe vestiging geopend, de zogenaamde "ms²", in een voormalige textielfabriek met kunst uit de negentiende en twintigste eeuw. De oorspronkelijke vestiging, thans genaamd "ms1", biedt naast de na de verhuizing achtergebleven Sala Neoplastyczna (De Stijl Room van Strzemiński met werken van de Grupa "a.r." uit 1948), ruimte voor hedendaagse en experimentele kunst.

## International Collection of Modern Art
Bij de opening van het museum in 1931 bestond de collectie uit 21 werken. Uit een museumcatalogus van 1932 blijkt de collectie dan te bestaan uit 75 werken, veelal afkomstig van leden van Cercle et Carré en ingezameld door de Poolse dichter Jan Brzękowski, die sinds 1928 in Parijs woonde en nauw bevriend was met Seuphor, en Henryk Stażewski, die regelmatig in Parijs was. Uit een inventarisatie in 1937 bleken nog eens 48 werken aan de collectie te zijn toegevoegd. De vernietiging van de collectie door de nazi's, zoals in Duitsland plaatsvond, was voorzien voor 1945, na een te houden tentoonstelling Entartete und jüdische Kunst in Łódź. De vernietiging heeft niet plaatsgevonden, maar wel waren diverse werken verloren gegaan dan wel verdwenen. Tot deze werken behoorden schilderijen van Albert Gleizes, Jean Gorin, Auguste Herbin, Pablo Picasso en een sculptuur van Alexander Calder.
Tot de collectie behoren werken van leden van Cercle et Carré: Joaquín Torres García, Enrico Prampolini, Serge Charchoune, Hans Arp, Sophie Taueber-Arp, Kurt Schwitters, Jean Gorin, Willi Baumeister, Fernand Léger, Michel Seuphor, Amédée Ozenfant, Friedrich Vordemberge-Gildewart, Georges Vantongerloo, Hendrik Werkman en František Foltýn.

Van de niet-leden onder anderen: Alexander Calder, Sonia Delaunay-Terk, Theo van Doesburg, Albert Gleizes, Jean Hélion, Auguste Herbin, Paul Joostens, Pablo Picasso, Louis Marcoussis en Georges Valmier.

## Fotogalerij

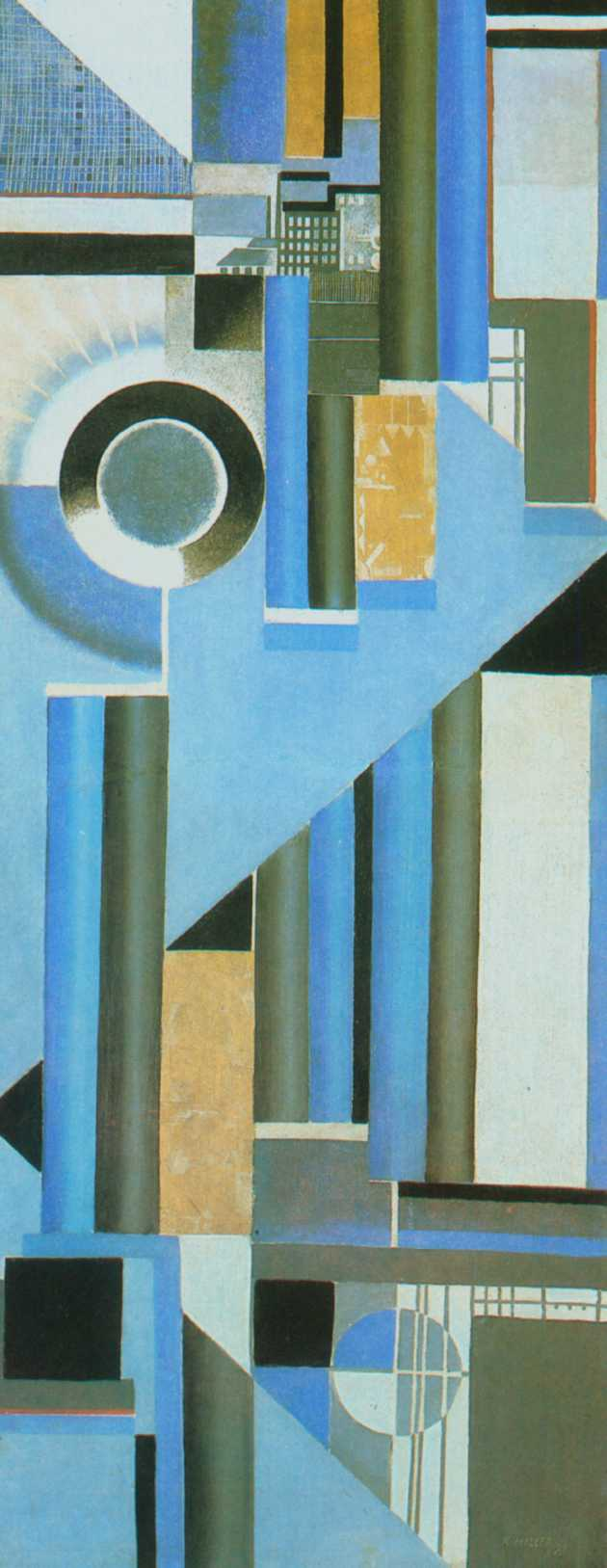
Karol Hiller: Kompozycja "O" (1928)
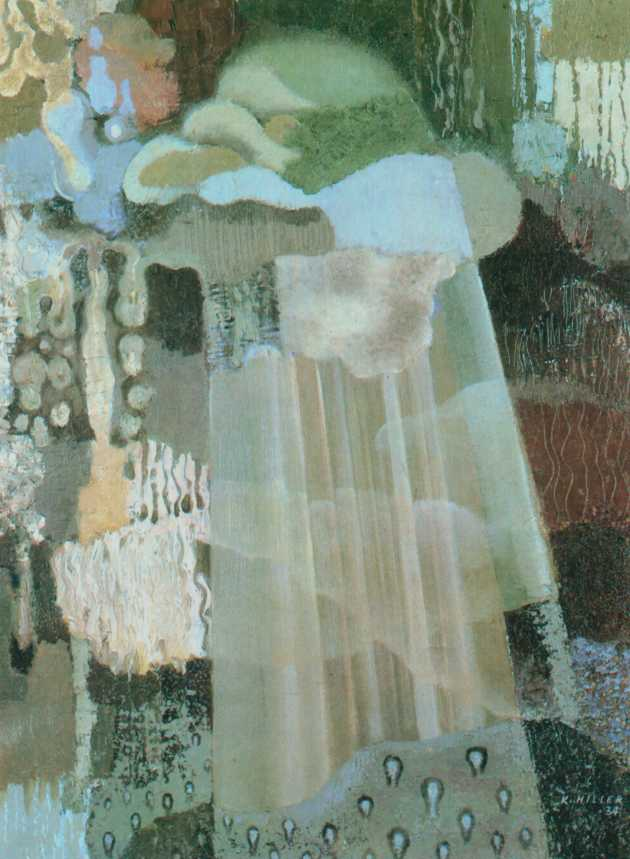
Karol Hiller: Deszcz (1934)
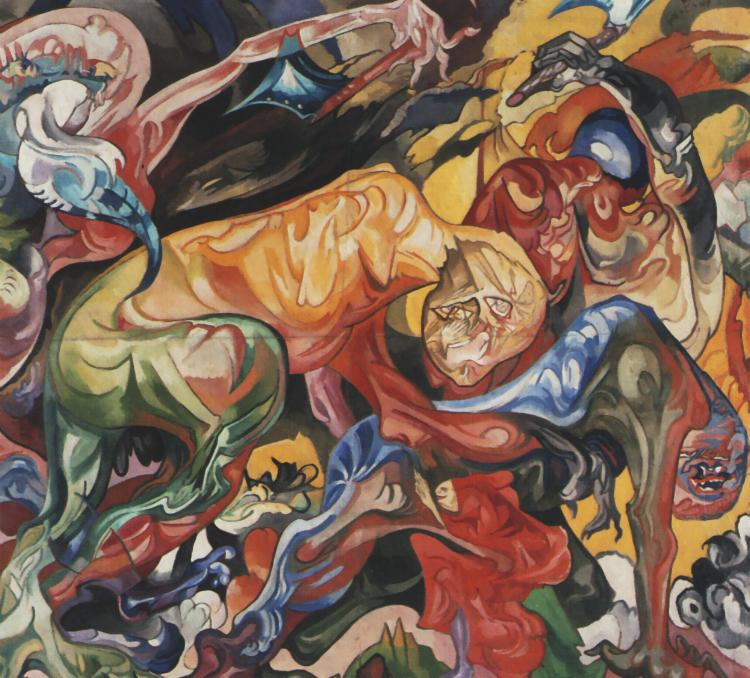
Stanisław Ignacy Witkiewicz (Witkacy): Rąbanie lasu (voor 1939)